# Damernas puckelpist i freestyle vid olympiska vinterspelen 2022
Damernas puckelpist i freestyle vid olympiska vinterspelen 2022 hölls i Genting Snow Park i Zhangjiakou den 3 februari (kval) och 6 februari 2022 (final).
Jakara Anthony från Australien vann guldet. Jaelin Kauf från USA blev silvermedaljör och Anastasija Smirnova från ROC tog bronset. Det var samtligas första olympiska medaljer.

## Resultat

### Kval

#### Kvalomgång 1
I den första kvalomgången kvalificerade sig de 10 främsta åkarna för finalen. Övriga 20 åkare tävlade vidare i den andra kvalomgången.
| Placering | Nr | Namn                     | Land           | Tid             | Poäng           | Poäng           | Poäng           | Totalt          | Noteringar |
| Placering | Nr | Namn                     | Land           | Tid             | Turns           | Air             | Tid             | Totalt          | Noteringar |
| --------- | -- | ------------------------ | -------------- | --------------- | --------------- | --------------- | --------------- | --------------- | ---------- |
| 1         | 3  | Jakara Anthony           | Australien     | 27,96           | 50,0            | 17,26           | 16,49           | 83,75           | QF         |
| 2         | 2  | Perrine Laffont          | Frankrike      | 27,81           | 48,4            | 16,05           | 16,66           | 81,11           | QF         |
| 3         | 14 | Jaelin Kauf              | USA            | 26,97           | 47,9            | 13,64           | 17,61           | 79,15           | QF         |
| 4         | 4  | Olivia Giaccio           | USA            | 29,56           | 48,0            | 15,42           | 14,69           | 78,11           | QF         |
| 5         | 1  | Anri Kawamura            | Japan          | 28,33           | 49,8            | 10,49           | 16,07           | 76,36           | QF         |
| 6         | 8  | Junko Hoshino            | Japan          | 28,53           | 46,9            | 12,63           | 15,85           | 75,38           | QF         |
| 7         | 9  | Hannah Soar              | USA            | 29,25           | 45,0            | 14,49           | 15,04           | 74,53           | QF         |
| 8         | 17 | Anastasija Smirnova      | ROC            | 28,84           | 45,7            | 11,81           | 15,50           | 73,01           | QF         |
| 9         | 10 | Britteny Cox             | Australien     | 29,86           | 44,4            | 13,51           | 14,35           | 72,26           | QF         |
| 10        | 13 | Justine Dufour-Lapointe  | Kanada         | 29,29           | 45,8            | 10,66           | 14,99           | 71,45           | QF         |
| 11        | 12 | Chloé Dufour-Lapointe    | Kanada         | 28,85           | 43,5            | 11,32           | 15,49           | 70,31           |            |
| 12        | 19 | Makayla Gerken Schofield | Storbritannien | 29,13           | 42,9            | 12,11           | 15,17           | 70,18           |            |
| 13        | 18 | Sophie Ash               | Australien     | 30,39           | 45,0            | 10,61           | 13,75           | 69,36           |            |
| 14        | 16 | Sofiane Gagnon           | Kanada         | 28,61           | 40,8            | 11,91           | 15,76           | 68,47           |            |
| 15        | 5  | Kisara Sumiyoshi         | Japan          | 30,25           | 44,6            | 9,63            | 13,91           | 68,14           |            |
| 16        | 20 | Ayaulym Amrenova         | Kazakstan      | 29,97           | 42,3            | 10,29           | 14,23           | 66,82           |            |
| 17        | 27 | Polina Chudinova         | ROC            | 29,94           | 40,7            | 11,81           | 14,26           | 66,77           |            |
| 18        | 6  | Hinako Tomitaka          | Japan          | 30,01           | 41,5            | 9,40            | 14,18           | 65,08           |            |
| 19        | 24 | Li Nan                   | Kina           | 31,76           | 40,2            | 10,91           | 12,21           | 63,32           |            |
| 20        | 21 | Camille Cabrol           | Frankrike      | 30,61           | 40,2            | 9,27            | 13,50           | 62,97           |            |
| 21        | 25 | Sabrina Cass             | Brasilien      | 32,13           | 40,7            | 9,71            | 11,79           | 62,20           |            |
| 22        | 29 | Anastasiia Pervushina    | ROC            | 32,57           | 39,7            | 8,97            | 11,30           | 59,97           |            |
| 23        | 28 | Olessya Graur            | Kazakstan      | 33,29           | 33,6            | 13,09           | 10,49           | 57,18           |            |
| 24        | 26 | Katharina Ramsauer       | Österrike      | 31,94           | 35,4            | 8,77            | 12,01           | 56,18           |            |
| 25        | 30 | Viktoriia Lazarenko      | ROC            | 32,57           | 8,0             | 10,35           | 11,30           | 29,65           |            |
| 26        | 15 | Anastassiya Gorodko      | Kazakstan      | Fullföljde inte | Fullföljde inte | Fullföljde inte | Fullföljde inte | Fullföljde inte |            |
| 26        | 22 | Taylah O'Neill           | Australien     | Fullföljde inte | Fullföljde inte | Fullföljde inte | Fullföljde inte | Fullföljde inte |            |
| 26        | 23 | Leonie Gerken Schofield  | Storbritannien | Fullföljde inte | Fullföljde inte | Fullföljde inte | Fullföljde inte | Fullföljde inte |            |
| 26        | 7  | Kai Owens                | USA            | Startade inte   | Startade inte   | Startade inte   | Startade inte   | Startade inte   |            |
| 26        | 11 | Yuliya Galysheva         | Kazakstan      | Startade inte   | Startade inte   | Startade inte   | Startade inte   | Startade inte   |            |

#### Kvalomgång 2
I den andra kvalomgången kvalificerade sig de 10 främsta åkarna för finalen utifrån den bästa poäng i antingen första- eller andra kvalåket. De tio lägst placerade åkarna blev utslagna.
| Placering | Nr | Namn                     | Land           | Kval 1 | Tid           | Poäng         | Poäng         | Poäng         | Totalt        | Bästa | Noteringar |
| Placering | Nr | Namn                     | Land           | Kval 1 | Tid           | Turns         | Air           | Tid           | Totalt        | Bästa | Noteringar |
| --------- | -- | ------------------------ | -------------- | ------ | ------------- | ------------- | ------------- | ------------- | ------------- | ----- | ---------- |
| 1         | 16 | Sofiane Gagnon           | Kanada         | 68,47  | 28,39         | 46,0          | 13,62         | 16,01         | 75,63         | 75,63 | QF         |
| 2         | 5  | Kisara Sumiyoshi         | Japan          | 68,14  | 28,50         | 44,8          | 11,90         | 15,88         | 72,58         | 72,58 | QF         |
| 3         | 18 | Sophie Ash               | Australien     | 69,36  | 30,12         | 45,3          | 12,84         | 14,06         | 72,20         | 72,20 | QF         |
| 4         | 6  | Hinako Tomitaka          | Japan          | 65,08  | 29,57         | 45,2          | 12,05         | 14,68         | 71,93         | 71,93 | QF         |
| 5         | 27 | Polina Chudinova         | ROC            | 66,77  | 29,10         | 43,1          | 12,62         | 15,21         | 70,93         | 70,93 | QF         |
| 6         | 12 | Chloé Dufour-Lapointe    | Kanada         | 70,31  | 28,77         | 44,8          | 10,07         | 15,58         | 70,45         | 70,45 | QF         |
| 7         | 19 | Makayla Gerken Schofield | Storbritannien | 70,18  | 29,31         | 43,4          | 9,59          | 14,97         | 67,96         | 70,18 | QF         |
| 8         | 7  | Kai Owens                | USA            | DNS    | 29,67         | 41,0          | 14,36         | 14,56         | 69,92         | 69,92 | QF         |
| 9         | 11 | Yuliya Galysheva         | Kazakstan      | DNS    | 30,47         | 42,4          | 13,15         | 13,66         | 69,21         | 69,21 | QF         |
| 10        | 21 | Camille Cabrol           | Frankrike      | 62,97  | 30,75         | 42,1          | 12,31         | 13,35         | 67,76         | 67,76 | QF         |
| 11        | 15 | Anastassiya Gorodko      | Kazakstan      | DNF    | 28,97         | 43,1          | 9,02          | 15,35         | 67,47         | 67,47 |            |
| 12        | 20 | Ayaulym Amrenova         | Kazakstan      | 66,82  | 30,45         | 40,3          | 11,79         | 13,69         | 65,78         | 66,82 |            |
| 13        | 30 | Viktoriia Lazarenko      | ROC            | 29,65  | 31,71         | 39,4          | 14,10         | 12,27         | 65,77         | 65,77 |            |
| 14        | 29 | Anastasiia Pervushina    | ROC            | 59,97  | 32,03         | 39,8          | 12,27         | 11,90         | 63,97         | 63,97 |            |
| 15        | 24 | Li Nan                   | Kina           | 63,32  | 46,17         | 0,3           | 10,37         | 0,00          | 10,67         | 63,32 |            |
| 16        | 25 | Sabrina Cass             | Brasilien      | 62,20  | 31,25         | 40,0          | 9,34          | 12,78         | 62,12         | 62,20 |            |
| 17        | 23 | Leonie Gerken Schofield  | Storbritannien | DNF    | 31,50         | 40,2          | 9,36          | 12,50         | 62,06         | 62,06 |            |
| 18        | 28 | Olessya Graur            | Kazakstan      | 57,18  | 32,05         | 22,0          | 4,60          | 11,88         | 38,48         | 57,18 |            |
| 19        | 26 | Katharina Ramsauer       | Österrike      | 56,18  | 31,04         | 34,3          | 8,44          | 13,02         | 55,76         | 56,18 |            |
| 20        | 22 | Taylah O'Neill           | Australien     | DNF    | Startade inte | Startade inte | Startade inte | Startade inte | Startade inte | DNF   |            |

### Final

#### Finalomgång 1
I den första finalomgången gick de 12 främsta åkarna vidare till finalomgång 2. Övriga åtta åkare blev utslagna.
| Placering | Nr | Namn                     | Land           | Tid             | Poäng           | Poäng           | Poäng           | Totalt          | Noteringar      |
| Placering | Nr | Namn                     | Land           | Tid             | Turns           | Air             | Tid             | Totalt          | Noteringar      |
| --------- | -- | ------------------------ | -------------- | --------------- | --------------- | --------------- | --------------- | --------------- | --------------- |
| 1         | 3  | Jakara Anthony           | Australien     | 27,70           | 47,6            | 17,53           | 16,78           | 81,91           | Q               |
| 2         | 1  | Anri Kawamura            | Japan          | 27,90           | 48,3            | 15,86           | 16,56           | 80,72           | Q               |
| 3         | 2  | Perrine Laffont          | Frankrike      | 27,73           | 46,7            | 16,41           | 16,75           | 79,86           | Q               |
| 4         | 14 | Jaelin Kauf              | USA            | 27,00           | 47,1            | 14,65           | 17,57           | 79,32           | Q               |
| 5         | 4  | Olivia Giaccio           | USA            | 29,73           | 47,3            | 16,57           | 14,50           | 78,37           | Q               |
| 6         | 7  | Kai Owens                | USA            | 28,34           | 44,9            | 14,30           | 16,06           | 75,26           | Q               |
| 7         | 11 | Yuliya Galysheva         | Kazakstan      | 29,61           | 45,1            | 15,24           | 14,63           | 74,97           | Q               |
| 8         | 16 | Sofiane Gagnon           | Kanada         | 28,36           | 45,3            | 13,10           | 16,04           | 74,44           | Q               |
| 9         | 19 | Makayla Gerken Schofield | Storbritannien | 28,76           | 44,9            | 13,50           | 15,59           | 73,99           | Q               |
| 10        | 17 | Anastasija Smirnova      | ROC            | 28,10           | 46,4            | 11,03           | 16,33           | 73,76           | Q               |
| 11        | 9  | Hannah Soar              | USA            | 29,70           | 44,8            | 14,37           | 14,53           | 73,70           | Q               |
| 12        | 12 | Chloé Dufour-Lapointe    | Kanada         | 28,93           | 45,1            | 13,10           | 15,40           | 73,60           | Q               |
| 13        | 8  | Junko Hoshino            | Japan          | 28,73           | 44,4            | 13,17           | 15,62           | 73,19           |                 |
| 14        | 10 | Britteny Cox             | Australien     | 30,04           | 46,0            | 12,89           | 14,15           | 73,04           |                 |
| 15        | 5  | Kisara Sumiyoshi         | Japan          | 28,71           | 44,2            | 11,67           | 15,65           | 71,52           |                 |
| 16        | 18 | Sophie Ash               | Australien     | 30,57           | 44,0            | 12,92           | 13,55           | 70,47           |                 |
| 17        | 27 | Polina Chudinova         | ROC            | 29,03           | 42,7            | 12,37           | 15,29           | 70,36           |                 |
| 18        | 21 | Camille Cabrol           | Frankrike      | 30,03           | 43,9            | 12,25           | 14,16           | 70,31           |                 |
| 19        | 6  | Hinako Tomitaka          | Japan          | 29,87           | 44,8            | 10,85           | 14,34           | 69,99           |                 |
| 20        | 13 | Justine Dufour-Lapointe  | Kanada         | Fullföljde inte | Fullföljde inte | Fullföljde inte | Fullföljde inte | Fullföljde inte | Fullföljde inte |

#### Finalomgång 2
I den andra finalomgången gick de sex främsta åkarna vidare till finalomgång 3. Övriga sex åkare blev utslagna.
| Placering | Nr | Namn                     | Land           | Tid             | Poäng           | Poäng           | Poäng           | Totalt          | Noteringar |
| Placering | Nr | Namn                     | Land           | Tid             | Turns           | Air             | Tid             | Totalt          | Noteringar |
| --------- | -- | ------------------------ | -------------- | --------------- | --------------- | --------------- | --------------- | --------------- | ---------- |
| 1         | 3  | Jakara Anthony           | Australien     | 27,82           | 46,9            | 17,74           | 16,65           | 81,29           | Q          |
| 2         | 14 | Jaelin Kauf              | USA            | 26,49           | 46,6            | 15,37           | 18,15           | 80,12           | Q          |
| 3         | 1  | Anri Kawamura            | Japan          | 28,37           | 47,7            | 15,11           | 16,03           | 78,84           | Q          |
| 4         | 17 | Anastasija Smirnova      | ROC            | 27,95           | 46,9            | 15,24           | 16,50           | 78,64           | Q          |
| 5         | 2  | Perrine Laffont          | Frankrike      | 27,93           | 45,7            | 15,40           | 16,52           | 77,62           | Q          |
| 6         | 4  | Olivia Giaccio           | USA            | 29,50           | 46,5            | 16,31           | 14,76           | 77,57           | Q          |
| 7         | 9  | Hannah Soar              | USA            | 28,95           | 45,1            | 14,68           | 15,38           | 75,16           |            |
| 8         | 19 | Makayla Gerken Schofield | Storbritannien | 28,59           | 44,8            | 12,46           | 15,78           | 73,04           |            |
| 9         | 12 | Chloé Dufour-Lapointe    | Kanada         | 28,65           | 44,8            | 12,45           | 15,71           | 72,96           |            |
| 10        | 7  | Kai Owens                | USA            | 28,54           | 36,4            | 13,25           | 15,84           | 65,49           |            |
| 11        | 11 | Yuliya Galysheva         | Kazakstan      | 29,83           | 32,3            | 3,06            | 14,38           | 49,74           |            |
| 12        | 16 | Sofiane Gagnon           | Kanada         | Fullföljde inte | Fullföljde inte | Fullföljde inte | Fullföljde inte | Fullföljde inte |            |

#### Finalomgång 3
Den tredje finalomgången var den avgörande finalomgången för att utse medaljörerna i tävlingen.
| Placering | Nr | Namn                | Land       | Tid   | Poäng | Poäng | Poäng | Totalt | Noteringar |
| Placering | Nr | Namn                | Land       | Tid   | Turns | Air   | Tid   | Totalt | Noteringar |
| --------- | -- | ------------------- | ---------- | ----- | ----- | ----- | ----- | ------ | ---------- |
| 1         | 3  | Jakara Anthony      | Australien | 27,63 | 48,1  | 18,13 | 16,86 | 83,09  |            |
| 2         | 14 | Jaelin Kauf         | USA        | 26,37 | 46,9  | 15,10 | 18,28 | 80,28  |            |
| 3         | 17 | Anastasija Smirnova | ROC        | 27,59 | 45,9  | 14,91 | 16,91 | 77,72  |            |
| 4         | 2  | Perrine Laffont     | Frankrike  | 28,04 | 45,6  | 15,36 | 16,40 | 77,36  |            |
| 5         | 1  | Anri Kawamura       | Japan      | 28,00 | 46,3  | 14,37 | 16,45 | 77,12  |            |
| 6         | 4  | Olivia Giaccio      | USA        | 29,60 | 45,9  | 15,07 | 14,64 | 75,61  |            |